# گاتی
گاتی (انگلیسی: Gati) شرکت لجستیک هندی است، که در سال ۱۹۸۹ تأسیس شد.